# Valentine Telegdi
Valentine Louis Telegdi, známý jako Vince, narozený jako Telegdi Bálint (11. ledna 1922 Budapešť - 8. dubna 2006 Pasadena) byl americký fyzik maďarského původu. 
Působil jako profesor na Chicagské univerzitě na místě, které dříve zastával Enrico Fermi. Poté působil na Spolkové vysoké technické škole v Curychu. Po odchodu z této univerzity pracoval v Evropské organizaci pro jaderný výzkum a na Kalifornském technologickém institutu.
Telegdi předsedal v letech 1981–1983 výboru pro politiku Evropské organizace pro jaderný výzkum. V roce 1991 získal Wolfovu cenu za fyziku. Je zahraničním členem Královské společnosti.